# Liste der Kulturdenkmale in Pellworm
In der Liste der Kulturdenkmale in Pellworm sind alle Kulturdenkmale der schleswig-holsteinischen Gemeinde Pellworm (Kreis Nordfriesland) und ihrer Ortsteile aufgelistet (Stand: 10. März 2025).

## Legende
In den Spalten befinden sich folgende Informationen:
- Objekt-ID: die Nummer des Kulturdenkmales
- Lage: die Adresse des Kulturdenkmales und die geographischen Koordinaten. Kartenansicht, um Koordinaten zu setzen. In der Kartenansicht sind Kulturdenkmale ohne Koordinaten mit einem roten Marker dargestellt und können in der Karte gesetzt werden. Kulturdenkmale ohne Bild sind mit einem blauen Marker gekennzeichnet, Kulturdenkmale mit Bild mit einem grünen Marker.
- Offizielle Bezeichnung: Bezeichnung des Kulturdenkmales
- Beschreibung: die Beschreibung des Kulturdenkmales
- Bild: ein Bild des Kulturdenkmales

## Sachgesamtheiten
| Objekt-ID      | Lage                                                         | Offizielle Bezeichnung | Beschreibung | Bild                             |
| -------------- | ------------------------------------------------------------ | ---------------------- | --- | -------------------------------- |
| 40640 Wikidata | Alte Kirche (54° 30′ 56″ N, 8° 35′ 32″ O)                    | Kirche St. Salvator    | Aktualisierung vorgesehen - Begründung: geschichtlich, künstlerisch, städtebaulich, Kulturlandschaft prägend - Schutzumfang: Kirche St. Salvator mit Ausstattung, Kirchturm, Kirchhof, Grabmale bis 1870 | weitere Fotos \| Fotos hochladen |
| 40641 Wikidata | Liliencronweg 10, Liliencronweg (54° 30′ 47″ N, 8° 39′ 1″ O) | Neue Kirche            | Aktualisierung vorgesehen - Begründung: geschichtlich, künstlerisch, städtebaulich, Kulturlandschaft prägend - Schutzumfang: Neue Kirche mit Ausstattung, Kirchhof (Liliencronweg); ehem. Pastorat der Neuen Kirche (Liliencronweg 10)                                                                                | weitere Fotos \| Fotos hochladen |
| 43172 Wikidata | Süderoog 1 (54° 27′ 45″ N, 8° 33′ 8″ O)                      | Hallig Süderoog        | Hallig Süderoog; ehem. Vierseithof Mi 19. Jh. mit Wohnhaus und Wirtschaftsflügel erhalten, Lage auf Warft mit Feething, Fluchthaus 1956, Verbindungsbau 1986–88 - Begründung: geschichtlich, Kulturlandschaft prägend - Schutzumfang: ehem. Vierseithof mit Verbindungsbau, Fluchthaus, Warft, Fething/Feeting, Stall | weitere Fotos \| Fotos hochladen |

## Bauliche Anlagen
| Objekt-ID      | Lage                                               | Offizielle Bezeichnung              | Beschreibung | Bild                             |
| -------------- | -------------------------------------------------- | ----------------------------------- | --- | -------------------------------- |
| 3255           | Alte Kirche (54° 30′ 56″ N, 8° 35′ 32″ O)          | Kirche St. Salvator mit Ausstattung | Die Alte Kirche wurde um das Jahr 1200 aus gebrannten Ziegelsteinen und auf einem Fundament aus Sandsteinen erbaut. Es handelt sich hierbei um einen einschiffigen Sakralbau aus Backsteinmauerwerk, der äußerlich verputzt und weiß gestrichen ist und mittschiffs einen kleinen Dachreiter besitzt. Alteintragung (Aktualisierung vorgesehen) - Begründung: geschichtlich, künstlerisch, städtebaulich - Schutzumfang: Kirche St. Salvator mit Ausstattung, Kirchturm - Denkmaltyp: Bauliche Anlage, Sachgesamtheit: Kirche St. Salvator | weitere Fotos \| Fotos hochladen |
| 10118          | Hooger Fähre 5 (54° 31′ 58″ N, 8° 36′ 0″ O)        | Gastwirtschaft „Hooger Fähre“       | Gastwirtschaft „Hooger Fähre“; 1885, 1905; eingeschossiger Backsteinbau mit reetgedecktem Halbwalmdach, im Backengiebel Gliederung mit schmalen Rundbogenfenstern und Okulus, historischer Obstgarten - Begründung: geschichtlich, Kulturlandschaft prägend - Schutzumfang: Gastwirtschaft „Hooger Fähre“, Obstgarten - Denkmaltyp: Bauliche Anlage | BW                               |
| 2409 Wikidata  | Liliencronweg 10 (54° 30′ 34″ N, 8° 39′ 9″ O)      | ehem. Pastorat der Neuen Kirche     | Alteintragung (Aktualisierung vorgesehen) - Begründung: geschichtlich, städtebaulich - Schutzumfang: gesamtes Objekt - Denkmaltyp: Bauliche Anlage, Sachgesamtheit: Neue Kirche | BW                               |
| 4121 Wikidata  | Liliencronweg (54° 30′ 47″ N, 8° 39′ 1″ O)         | Neue Kirche mit Ausstattung         | Alteintragung (Aktualisierung vorgesehen) - Begründung: geschichtlich, künstlerisch, städtebaulich - Schutzumfang: gesamtes Objekt - Denkmaltyp: Bauliche Anlage, Sachgesamtheit: Neue Kirche | weitere Fotos \| Fotos hochladen |
| 3517 Wikidata  | Nordermitteldeich 70 (54° 32′ 19″ N, 8° 38′ 24″ O) | Nordermühle „Gott mit uns“          | Alteintragung (Aktualisierung vorgesehen) - Begründung: geschichtlich, Kulturlandschaft prägend - Schutzumfang: gesamtes Äußeres - Denkmaltyp: Bauliche Anlage | weitere Fotos \| Fotos hochladen |
| 9027 Wikidata  | Süderkoogweg 9 (54° 29′ 47″ N, 8° 39′ 57″ O)       | Leuchtturm „Pellworm-Oberfeuer“     | Der Leuchtturm Pellworm ist das höchste Bauwerk auf der deutschen Nordseeinsel Pellworm im nordfriesischen Wattenmeer. Er befindet sich im Süden der Marschinsel Pellworm nahe dem Seedeich am Rande des Nordheverstroms. Alteintragung (Aktualisierung vorgesehen) - Begründung: Alteintragung (Aktualisierung vorgesehen) - Schutzumfang: Alteintragung (Aktualisierung vorgesehen) - Denkmaltyp: Bauliche Anlage | weitere Fotos \| Fotos hochladen |
| 10568 Wikidata | Süderkoogweg 9 (54° 29′ 47″ N, 8° 39′ 58″ O)       | Wärterhaus                          | Alteintragung (Aktualisierung vorgesehen) - Begründung: Alteintragung (Aktualisierung vorgesehen) - Schutzumfang: Alteintragung (Aktualisierung vorgesehen) - Denkmaltyp: Bauliche Anlage | Fotos hochladen                  |
| 10569 Wikidata | Süderkoogweg 9 (54° 29′ 46″ N, 8° 39′ 58″ O)       | Betriebsgebäude                     | Alteintragung (Aktualisierung vorgesehen) - Begründung: Alteintragung (Aktualisierung vorgesehen) - Schutzumfang: Alteintragung (Aktualisierung vorgesehen) - Denkmaltyp: Bauliche Anlage | BW                               |
| 10141 Wikidata | Süderoog 1 (54° 27′ 45″ N, 8° 33′ 4″ O)            | Ehemaliger Vierseithof              | Ehemaliger Vierseithof; im Kern Mitte 19. Jh.; erhaltene Süd- und Westflügel, eingeschossiger Halbwalmdachbau mit Spitzgiebel und hakenförmig angesetztem Wirtschaftsgebäude, mit Backsteinfassade und Reetdach. Verbindungsbau zum Fluchthaus 2. Hälfte 20. Jh. - Begründung: geschichtlich, Kulturlandschaft prägend - Schutzumfang: ehem. Vierseithof, Verbindungsbau - Denkmaltyp: Bauliche Anlage, Sachgesamtheit: Hallig Süderoog | BW                               |

## Gründenkmale
| Objekt-ID      | Lage                                       | Offizielle Bezeichnung | Beschreibung | Bild            |
| -------------- | ------------------------------------------ | ---------------------- | --- | --------------- |
| 19378 Wikidata | Alte Kirche (54° 30′ 55″ N, 8° 35′ 31″ O)  | Kirchhof               | Alteintragung (Aktualisierung vorgesehen) - Begründung: geschichtlich, Kulturlandschaft prägend - Schutzumfang: Kirchhof, Grabmale bis 1870 - Denkmaltyp: Gründenkmal, Sachgesamtheit: Kirche St. Salvator | BW              |
| 19381 Wikidata | Liliencronweg (54° 30′ 46″ N, 8° 39′ 3″ O) | Kirchhof               | Alteintragung (Aktualisierung vorgesehen) - Begründung: geschichtlich, Kulturlandschaft prägend - Schutzumfang: gesamtes Objekt - Denkmaltyp: Gründenkmal, Sachgesamtheit: Neue Kirche                     | Fotos hochladen |

## Quelle
- Liste der Kulturdenkmale in Schleswig-Holstein – Kreis Nordfriesland (PDF)

- Karte mit allen Koordinaten:
- OSM |
- WikiMap